# (523716) 2014 KW101
(523716) 2014 KW101 est un objet transneptunien considéré comme cubewano, de magnitude absolue 6,1 son diamètre est estimé à 270 km, ce qui pourrait le qualifier comme un candidat au statut de planète naine.